# Nader
Nader ist ein männlicher Vorname und ein Familienname.

## Namensträger

### Familienname
- Abdel Nader (* 1993), ägyptischer Basketballspieler
- Daniel Nader (1982–2024), österreichischer Boxtrainer und Sportfunktionär
- Franz Nader (1865–1947), österreichischer Gewerkschafter
- George Nader (1921–2002), US-amerikanischer Schauspieler
- George Nader (Lobbyist) (* 1959), libanesisch-US-amerikanischer Unternehmer
- Helena Nader (* 1947), brasilianische Biomedizinerin und Hochschullehrerin
- Isaac Nader (* 1999), portugiesischer Mittel- und Langstreckenläufer
- Khalil Abi-Nader (1921–2009), libanesischer Geistlicher
- Ludwig Michael Nader (1811–1840), deutscher Lithograf und Aquarellist
- Marcos Nader (* 1990), österreichischer Boxer
- Marlon Nader (* 1995), österreichischer Popsänger, siehe Mavi Phoenix
- Michael Nader (1945–2021), US-amerikanischer Schauspieler
- Ralph Nader (* 1934), US-amerikanischer Verbraucheranwalt
- Salar Nader (* 1981), afghanisch-amerikanischer Tablaspieler, Komponist und Musikpädagoge
- Serge Nader, libanesischer Wasserski-Fahrer, Skisportler und Skisportfunktionär
- Thomas Nader (* 1959), österreichischer Diplomat
- Yahia Nader (Yahia Nader Moustafa El-Sharif, * 1998), Fußballspieler aus den Vereinigten Arabischen Emiraten
- Zahra Nader (* 1990), afghanisch-kanadische Journalistin

### Vorname
- Nader Abbassi (* 1963), ägyptischer Sänger, Fagottist, Dirigent und Komponist
- Nader Ahriman (* 1964), iranisch-deutscher Maler
- Nader Arasteh (* 1893), persischer Botschafter
- Nader El-Sayed (* 1972), ägyptischer Fußballtorwart
- Nader Engheta (* 1955), iranisch-US-amerikanischer Physiker und Elektroingenieur
- Nader Haghighipour (* 1967), iranisch-US-amerikanischer Astronom
- Nader Jindaoui (* 1996), deutscher Fußballspieler, Webvideoproduzent und Influencer
- Nader Ghandri (* 1995), tunesisch-französischer Fußballspieler
- Nader Khademi (* 1986), norwegischer Film- und Theaterschauspieler
- Nader Khalili (1936–2008), iranisch-US-amerikanischer Architekt und Autor
- Nader Kranke (* 1935), deutscher Maler, Schauspieler und Autor
- Nader Maleki (* 1947), iranischer Bankier
- Nader Mashayekhi (* 1958), iranischer Komponist und Dirigent
- Nader Masmoudi (* 1974), tunesischer Mathematiker
- Nader Naderpour (1929–2000), iranisch-US-amerikanischer Schriftsteller und Lyriker
- Nader Rahy (* 1974), deutscher Songwriter und Musiker
- Nader Schah (1688–1747), Schah Persiens
- Nader Saiedi (* 1955), iranisch/US-amerikanischer Soziologe und Bahai-Theologe